# نیمبین

ساختار شیمیایی نیمبین (C30H36O9)

نیمبین (به انگلیسی: Nimbin (chemical)) یک ترکیب شیمیایی با شناسه پاب‌کم 108058 است. 